# Otto Andersson
Otto Emanuel Andersson, född 27 april 1879 i Vårdö på Åland, död 27 december 1969 i Åbo, var en finländsk musikforskare.

## Biografi
Andersson studerade först vid Helsingfors musikinstitut, och var därefter en tid verksam som lärare där. År 1906 grundade han föreningen Brage, vars ordförande och körledare han därefter blev. 
Sedan 1908 bedrev han studier i folklore och musikhistoria vid Helsingfors universitet och blev filosofie doktor där 1923 på en avhandling med titeln Stråkharpan: en studie i nordisk instrumenthistoria. Andersson innehade från 1926 Robert Mattssons professur i musikvetenskap och folkdiktsforskning vid Åbo Akademi.
I Anderssons litterära produktion, vilken företrädesvis behandlar finländsk musikhistoria och folklore, märks Inhemska musiksträvanden (1907), Musik och musiker (1917), Martin Wegelius (1918), Johan Josef Pippingsköld och musiklivet i Åbo 1808-27 (1921), Stråkharpan (1923) och Runeberg och musiken (1925). 
Andersson grundade dessutom tre musiktidskrifter, skrev en mångfald värdefulla uppsatser samt samlade och utgav gamla svensk-finska och estländska folkvisor och danser. 
Andersson framträdde även som tonsättare (motett, romanser med mera) och som dirigent vid sång- och musikfester.
Andersson publicerade 1941 Mot bolsjevismen: tankar och reflexer, och kom under denna tid att få en positiv inställning till Hitler och Nazityskland. Han publicerade bland annat skriften Språk- och personlighetsprincipen i den nationalsocialistiska statstanken : reflexioner och jämförelser, och uttryckte i skrift glädje över att "rasbetingad kulturgemenskap triumferar".
Otto Andersson var även medarbetare i Svensk uppslagsbok som författare av musikrelaterade artiklar.

### Ålandsfrågan
Andersson var engagerad i finska inbördeskriget på Åland där han var ledare för skyddskåren i Vårdö  .
Efter inbördeskrigets slut så kom han att, tillsammans med andra ålänningar som främst var bosatta i Helsingfors, börja arbeta för att Åland skulle bli självstyrt . Han blev medlem i Ålandskommittén där bland annat arkitekterna Lars Sonck och Bertel Jung hade framträdande roller. Andersson var ansvarig utgivare för veckotidningen Ålands Posten som Ålandskommittén gav ut 1919. Han skrev boken "Bidrag till kännedom om Ålandsfrågans uppkomst och stämningen på Åland 1917–1918"  där han ifrågasatte äktheten i Ålandsrörelsen och svenskarnas påstående att ålänningar ville höra till Sverige. Detta gjorde att han blev illa omtyckt av Ålandsrörelsen och främst Julius Sundblom. Detta bidrog till att Andersson sällan besökte Åland efter Nationernas Förbunds beslut sommaren 1921 att Åland skulle bli självstyrt område och höra till Finland.